# Tibellus cucurbitus
Tibellus cucurbitus là một loài nhện trong họ Philodromidae.
Loài này thuộc chi Tibellus. Tibellus cucurbitus được miêu tả năm 2005 bởi Yang, Zhu & Da-xiang Song.